# Ивановка (Сватовский район)
Ивановка (укр. Іванівка) — село, относится к Сватовскому району Луганской области Украины.
Население по переписи 2001 года составляло 15 человек. Почтовый индекс — 92655. Телефонный код — 6471. Занимает площадь 0,001 км². Код КОАТУУ — 4424084003.

## Местный совет
92654, Луганська обл., Сватівський р-н, с. Містки, вул. Радянська, 14  (укр.)